# Альт-Бодман
Альт-Бодман (нем. Старый Бодман) — средневековый замок на территории немецкой общины Бодман-Людвигсхафен в федеральной земле Баден-Вюртемберг, от которого остались только руины. Стоит на высокой горе, выступающей над Юберлингенским озером (часть Боденского озера) на высоте 627 м над уровнем моря, и обеспечивает прекрасный обзор озера, всей северной части полуострова Боданрюк и лежащего на другой стороне озера региона Линцгау.

## История
История замка тесно связана с историей дворянского рода фон Бодман, министериалами Штауфенов, и берёт своё начало в начале XIV века. 16 сентября 1307 года после катастрофического пожара, вызванного ударом молнии, был уничтожен старый замок Бодманов. В замке в этот момент отмечался большой семейный праздник, с большим числом приглашённых, что объясняет число жертв: погибли все, до одного, члены семьи Бодман и значительная часть гостей из Хегау.
Выживший Иоганн фон Бодман закончил в 1332 году строительство нового замка на соседней горе. На месте же разрушенного родового замка была возведена капелла с домом для священника — нынешний монастырь Фрауэнберг -, которые были переданы в дар имперскому Салемскому аббатству.
В 1499 г. замок сильно пострадал во время Швабской войны, крупного регионального конфликта между Габсбургами и союзным им Швабским союзом со Швейцарским союзом.
Восстановленный и укреплённый, Альт-Бодман пал жертвой Тридцатилетней войны: в августе 1643 г. замок был окончательно превращён в руины по распоряжению штатгальтера Юберлингена французского генерала графа де Корваля (General Graf Comte de Corval), союзного Вюртембергу. Как следствие, семья Бодманов была вынуждена переселиться в замок Эспазинген на другом берегу озера, где и оставалась вплоть до 1760 г.
В 1851 г. Сигмунд фон и цу Бодман завещал своим потомкам сохрание старого, хотя и разрушенного семейного замка.
В 1900 г. были проведены первые большие работы по укреплению оставшихся фрагментов сооружения; тогда же была сооружена обзорная площадка. В 1956 г. и с 2003 по 2007 гг. были организованы повторные меры защитного характера, призванные не допустить дальнейшего обрушения стен.

## Современное использование
Замок находится в собственности семьи фон Бодман, и открыт для свободного посещения.